# أمين ألبرت الريحاني
أمين ألبرت الريحاني (1942  م) هو أكاديمي وباحث وشاعر، ورئيس مؤسسة الفكر اللبناني، وهو أستاذ الأدب العربي الأمريكي بجامعة نوتردام،  تخصص في الأدب المقارن، وكان نائب رئيس الشؤون الأكاديمية منذ عام 1997، في عام 2013 أصبح مستشارًا لرئيس جامعة سيدة اللويزة والأمين العام لمؤسسة الفكر اللبناني.

## النشأة والتعليم
حصل أمين على درجة البكالوريوس في العلوم السياسية عام 1965 وشهادة الماجستير في الأدب العربي عام 1971 من الجامعة الأمريكية في بيروت، وفي وقت لاحق حصل على الدكتوراه في الأدب المقارن ثنائي اللغة في 1996 من الجامعة اللبنانية.
أمين الريحاني هو ابن أخ المؤلف أمين ريحاني.

## مهنته
قام ريحاني بتدريس الأدب والفلسفة والتعليم والفكر العربي الحديث في الجامعة الأمريكية في بيروت والجامعة اللبنانية الأمريكية، وألقى محاضرات في هذه المواضيع في جامعات الولايات المتحدة والعالم العربي على مدى العقدين الأخيرين.
ألف أمين سبعة عشر كتابًا وعدد من المقالات الصحفية.
نشر ريحاني تحليلًا وانتقادًا لعمل عمه أمين ريحاني،  كما كتب وحاضر عن الأدب اللبناني وأثره على المجتمع الغربي.
عين ريحاني في عام 2014 مديراً لمعهد الفكر اللبناني في جامعة نوتردام في لبنان، ومنذ ذلك الحين أنشأ منصة رائدة للتاريخ الفكري اللبناني.

## عضوية
لدى أمين ريحاني عضوية في عدة جمعيات دولية من بينها:
- رابطة محترفي إدارة الكلية (ACAP)، فرجينيا
- الرابطة الأمريكية لمديري المدارس (AASA)
- جمعية الكتاب اللبنانيين (اتحاد الكتاب اللبنانين)، بيروت، لبنان
- رابطة الإشراف وتطوير المناهج (ASCD)، واشنطن العاصمة
- المؤسسة الدولية لتطوير المناهج الجامعية
- رئيس نقابة المعلمين في الكلية الدولية (TAIC)، بيروت
- رئيس رابطة الشباب اللبناني، بيروت.
- الجمعية الدولية للإداريين الجامعيين
- جمعية الدراسات الشرق أوسطية
- الجمعية الأميركية في الولايات الوسطى للاعتماد الجامعي
- جمعية تقدّم التعليم العالي حول العالم.

## تقديرات
حاز ريحاني على: * جائزة سعاد الصباح الأولى للأدب لعام 2003، عن أعماله المنسية في الينابيع،
- جائزة ريحاني عام 2006 كمؤلف متميز عن عمله الأدبي والفلسفي المتميز «قطار بلا محطة» من قبل لجنة سعاد الصبح الأدبية.
- قدم له إدخال خاص في موسوعة المثقفين في القرن الحادي والعشرين، التي نُشرت في كامبريدج، المملكة المتحدة 2008 [8]
- في مارس 2010 اختير أمين ريحاني من بين عشرة مؤلفين آخرين من الجامعة الأمريكية في بيروت لحضور حفل تكريمي تقديراً لـ«مساهماته المتميزة في عالم الأدب».
- في 26 فبراير 2014 نظمت جامعة نوتردام ندوة حول أعمال أمين ألبرت ريحاني. أبرزت الأستاذة زاهية درويش جبور، الأمينة العامة للجنة الوطنية اللبنانية لليونسكو، من بين متحدثين آخرين، الجانب الفكري المتعدد الثقافات لأعمال ريحاني كمثال لعلماء القرن الحادي والعشرين.

## كتبه
- تجاوز الحطام، (2013). الناشرين العلميين العرب، بيروت.
- Saheel-ul Aghaani-l Haa'irah (The Neigh of Wondering Songs)، (2009). دار النهار للنشر، بيروت.
- التعددية الثقافية والأدب العربي الأمريكي، (2007)، منهاج إنترناشونال، واشنطن العاصمة
- قطار ولا محطّة، (2006)، دار نشر نيلسون، بيروت.
- عشبة المدائن، (2002)، دار النهار للنشر، بيروت.
- الينابيع المنسية، (2002)، رياض الريس للنشر، لندن.
- طقوس الماء، رسائل موجعة إلى سيرين، (1999)، دار صادر، بيروت.
- أقاليم النفْس المتمادية، (1996)، دار الجديد، بيروت.
- لغات عربية؛ مسح للغات العربية في سبيل أصالة لغوية مبدعة، (1994) دار الجديد، بيروت.
- فيلاسوف فريك (فيلسوف الفريكة)، (1986)، دار الجيل، بيروت.[9]
- وا ياسكوتلو لعمرو ودراجا (وشلالات الحياة من دراجة)، (1987)، دار الجيل، بيروت.
- مرايا متعاكسة «مقالات نقدية»، (1982)، دار الكتاب اللبناني للنشر، بيروت.
- قراءات على وجهها ومغادرتها، (1981)، المعهد العربي للبحوث والنشر، بيروت.
- مدار الكلمة، (1980)، دار الكتاب اللبناني للنشر، بيروت، دار الكتاب المصري للنشر، القاهرة.
- قلم الاختراق، (1977)، دار الكتاب اللبني للنشر، بيروت، دار الكتاب المصري للنشر، القاهرة.
- على حافة الأرجواني، (1970)، دار الريحاني للطباعة والنشر، بيروت.
- البريق الشرقي، (1966)، دار الريحاني للطباعة والنشر، بيروت.

## فصول في الكتب
- «المدينة العظيمة» في الريحانيات وكتاب خالد، في كتاب خالد الطبعة الحرجة، تم تحريره وبمقدمة من تود فاين، مطبعة جامعة سيراكيوز، نيويورك، (2016)، ص 417-432.
- "Prefazione"، Poeti arabi della diaspora، versi e prose liriche di Kahlil Gibran، Ameen Rihani، Mikhail Naimy، Elia Abu Madi، traduzione e cura di Francesco Medici، presentazione di Kegham Jamil Boloyan، prefazione di Ameen Albert Rioesi داي مالافيا، (2015)، ستيلو إيدريس، باري (إيطاليا).
- «كتاب خالد والنبي» في 100 عام من الكتابات المختارة على ريحاني كتاب خالد، منهاج إنترناشونال، واشنطن العاصمة، (2011)، ص. 230-253.
- «Isharat-مسعود Dahsha فاي كتاب الله» (إن من أشراط الوهج في كتاب أنطون G. كرم عبد الله)، مقدمة لكتاب الله. دار النهار، بيروت، (2004)، ص 7-20.
- «مقاربات ثقافية متعارضة مع المصالحة: حالة أمين ريحاني و HG Wells»، في أمين ريحاني: سد الشرق والغرب، مطبعة الجامعة الأمريكية، واشنطن العاصمة (2004)، ص. 16-24.
- «HG Wells and The شكل الأشياء التي ستأتي»، في سلسلة محاضرات الألفية، مطبعة جامعة نوتردام، بيروت، (2003)، ص. 79-85.
- «المقدّمة» (مقدمة) لكتاب الألوهية، للأسقف يوسف شمعون السماني. مطبعة جامعة نوتردام، بيروت، (2003)، الصفحات 7-56، ترجمة المقدمة إلى الإنجليزية، الصفحات 7-54.
- "Ameen F. Rihani and Multicultural Themes"، في كتاب متعدد الثقافات من العصور القديمة حتى عام 1945، غرينوود برس، كونيتيكت ولندن، (2002)، ص 352-355.
- «المقدّمة» (مقدمة) إلى Isagoge أو مقدمة في المنطق، بقلم الأب. بطرس التلاوي، مطبعة جامعة نوتردام، بيروت، (2001)، ص 7-45، ترجمة المقدمة إلى الإنجليزية، ص 7-40.
- «مفهوم الحديث في شهر العسير» (مفهوم الحداثة في الشعر العربي المعاصر)، في كتاب المربد للشعر، منشورات وزارة الثقافة، بغداد، العراق، (1989)، الصفحات 5-21.
- «الحافظ ونطاج لي-كتيبين عربي ياكوبو بل-إنكليزيا» (حوافز ونتائج كتابة كاتب عربي باللغة الإنجليزية)، في رواد النهضة من لبنان، رابطة الكتاب اللبنانيين، دار العلم ليل - ملايين، بيروت، لبنان، (1988)، ص 257-281.
- «الحياة، مركز الثقل، في أدب توفيق عواد»، في توفيق عواد للدراسات الأدبية، مكتبة لبنان، بيروت، لبنان، (1987)، ص 129-137.

## عن أعمال أمين ألبرت الريحاني
- أمين ألبرت الريحاني في النقد الأدبي، مقالات عن أعماله، مقدمة من الأستاذ غالب غانم، مطبعة جامعة نوتردام، بيروت، (2013)، 593 صفحة.
- Les Rencontres du Mercredi، Sixieme cueillette (2013-2014)، Rencontre 6: Ameen Albert Rihani، Salon litteraire et culturel Naji Naaman، (2014)، pp.   103-123.

## روابط خارجية
- https://web.archive.org/web/20140214121724/http://www.ndu.edu.lb/academics/faculty_research/fh/ameen~rihani/profile.htm
- https://web.archive.org/web/20130116082201/http://ndu.edu.lb/administration/vp/The_Published_Works_of_Ameen_Albert_Rihani.pdf